# Политическая система Новой Зеландии
Новая Зеландия по политической структуре — конституционная монархия с парламентской демократией. В однопалатном парламенте заседает 120 членов в палате представителей. Из членов парламента назначаются 20 министров, которые и составляют исполнительный орган — Кабинет Министров. Конституция как таковая в стране отсутствует.
Возглавляет Кабинет Министров Премьер-министр Новой Зеландии, на сегодняшний день Премьер-министр Новой Зеландии (англ: Prime Minister of New Zealand) — глава правительства Новой Зеландии, является лидером партии или партийной коалиции, имеющей большинство в Палате Представителей Новой Зеландии. Эту должность занимает Крис Хипкинс с 25 января 2023
Выборы проводятся каждые три года.